# Mistrzostwa Świata w Narciarstwie Klasycznym 1970
Mistrzostwa Świata w Narciarstwie Klasycznym 1970 miały miejsce w dniach 14 – 22 lutego 1970 w czechosłowackiej miejscowości Wysokich Tatrach. Miejscowość ta po raz drugi organizowała zawody tego cyklu.

## Biegi narciarskie

### Biegi narciarskie mężczyzn
| Konkurencja        | Data           | Złoto                                                                                            | Srebro                                                                             | Brąz                                                                                      |
| ------------------ | -------------- | ------------------------------------------------------------------------------------------------ | ---------------------------------------------------------------------------------- | ----------------------------------------------------------------------------------------- |
| 15 km              | 17 lutego 1970 | Lars-Göran Åslund 47.04,71                                                                       | Odd Martinsen 47.38,19                                                             | Fiodor Simaszow 47.49,00                                                                  |
| 30 km              | 16 lutego 1970 | Wiaczesław Wiedienin 1.39.48,01                                                                  | Gerhard Grimmer 1.40.25,58                                                         | Odd Martinsen 1.41.04,42                                                                  |
| 50 km              | 20 lutego 1970 | Kalevi Oikarainen 2.49.34,70                                                                     | Wiaczesław Wiedienin 2.50.04,82                                                    | Gerhard Grimmer 2.50.12,88                                                                |
| Sztafeta 4 × 10 km | 22 lutego 1970 | ZSRR · Władimir Woronkow · Walerij Tarakanow · Fiodor Simaszow · Wiaczesław Wiedienin 2.06.36,47 | NRD · Gerd Heßler · Axel Lesser · Gerhard Grimmer · Gert-Dietmar Klause 2.06.50,59 | Szwecja · Ove Lestander · Jan Halvarsson · Ingvar Sandström · Lars-Göran Åslund 2.06.56,8 |

### Biegi narciarskie kobiet
| Konkurencja       | Data           | Złoto                                                               | Srebro                                                      | Brąz                                                                  |
| ----------------- | -------------- | ------------------------------------------------------------------- | ----------------------------------------------------------- | --------------------------------------------------------------------- |
| 5 km              | 17 lutego 1970 | Galina Kułakowa 18.07,89                                            | Galina Piluszenko 18.27,91                                  | Nina Fiodorowa 18.28,51                                               |
| 10 km             | 16 lutego 1970 | Alewtina Olunina 36.19,00                                           | Marjatta Kajosmaa 36.40,05                                  | Galina Kułakowa 37.06,04                                              |
| Sztafeta 3 × 5 km | 22 lutego 1970 | ZSRR · Nina Fiodorowa · Galina Kułakowa · Alewtina Olunina 54.32,18 | NRD · Gabriele Haupt · Renate Fischer · Anna Unger 55.09,65 | Finlandia · Senja Pusula · Helena Takalo · Marjatta Kajosmaa 55.33,76 |

## Kombinacja norweska
| Konkurencja         | Data           | Złoto                | Srebro                   | Brąz                      |
| ------------------- | -------------- | -------------------- | ------------------------ | ------------------------- |
| Zawody indywidualne | 14 lutego 1970 | Ladislav Rygl 410,50 | Nikołaj Nogowicyn 407,36 | Wiaczesław Driagin 407,02 |

## Skoki narciarskie
| Konkurencja                       | Data           | Złoto                | Srebro             | Brąz                             |
| --------------------------------- | -------------- | -------------------- | ------------------ | -------------------------------- |
| Normalna skocznia – indywidualnie | 14 lutego 1970 | Garij Napałkow 240,6 | Yukio Kasaya 237,7 | Lars Grini 234,6                 |
| Duża skocznia – indywidualnie     | 21 lutego 1970 | Garij Napałkow 226,0 | Jiří Raška 212,3   | Stanisław Gąsienica-Daniel 211,8 |

## Klasyfikacja medalowa

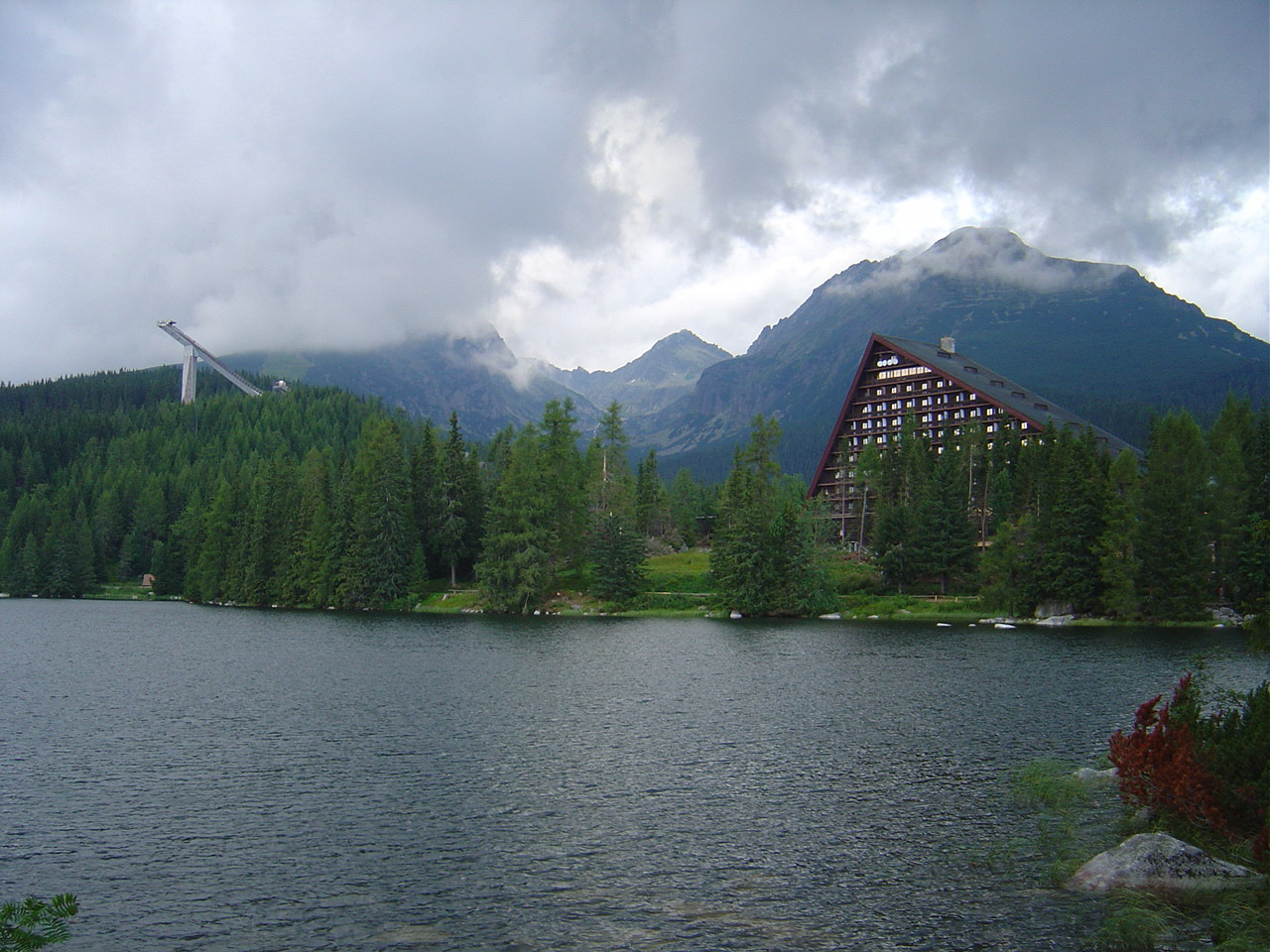
Hotel Patria w Szczyrbskim Jeziorze, w tle skocznia narciarska MS 1970, na której rozgrywały się zawody

| Pozycja | Państwo        | Złoto | Srebro | Brąz | Razem |
| ------- | -------------- | ----- | ------ | ---- | ----- |
| 1       | ZSRR           | 7     | 3      | 4    | 14    |
| 2       | Finlandia      | 1     | 1      | 1    | 3     |
| 3       | Czechosłowacja | 1     | 1      | 0    | 2     |
| 4       | Szwecja        | 1     | 0      | 1    | 2     |
| 5       | NRD            | 0     | 3      | 1    | 4     |
| 6       | Norwegia       | 0     | 1      | 2    | 3     |
| 7       | Japonia        | 0     | 1      | 0    | 1     |
| 8       | Polska         | 0     | 0      | 1    | 1     |